# تمحن

تعديل مصدري - تعديل

تمحن هي إحدى قرى عزلة جعار بمديرية خنفر التابعة لمحافظة أبين، بلغ تعداد سكانها 94 نسمة حسب تعداد اليمن لعام 2004.